# Правда або дія?
Правда або дія? (англ. Truth or Dare?) — гра для двох і більше гравців. Особливо популярна серед дітей та підлітків.
Гравцю, до якого дійшов хід, дають вибір: правдиво відповісти на запитання, яке йому буде задане, або виконати якесь завдання (дію).

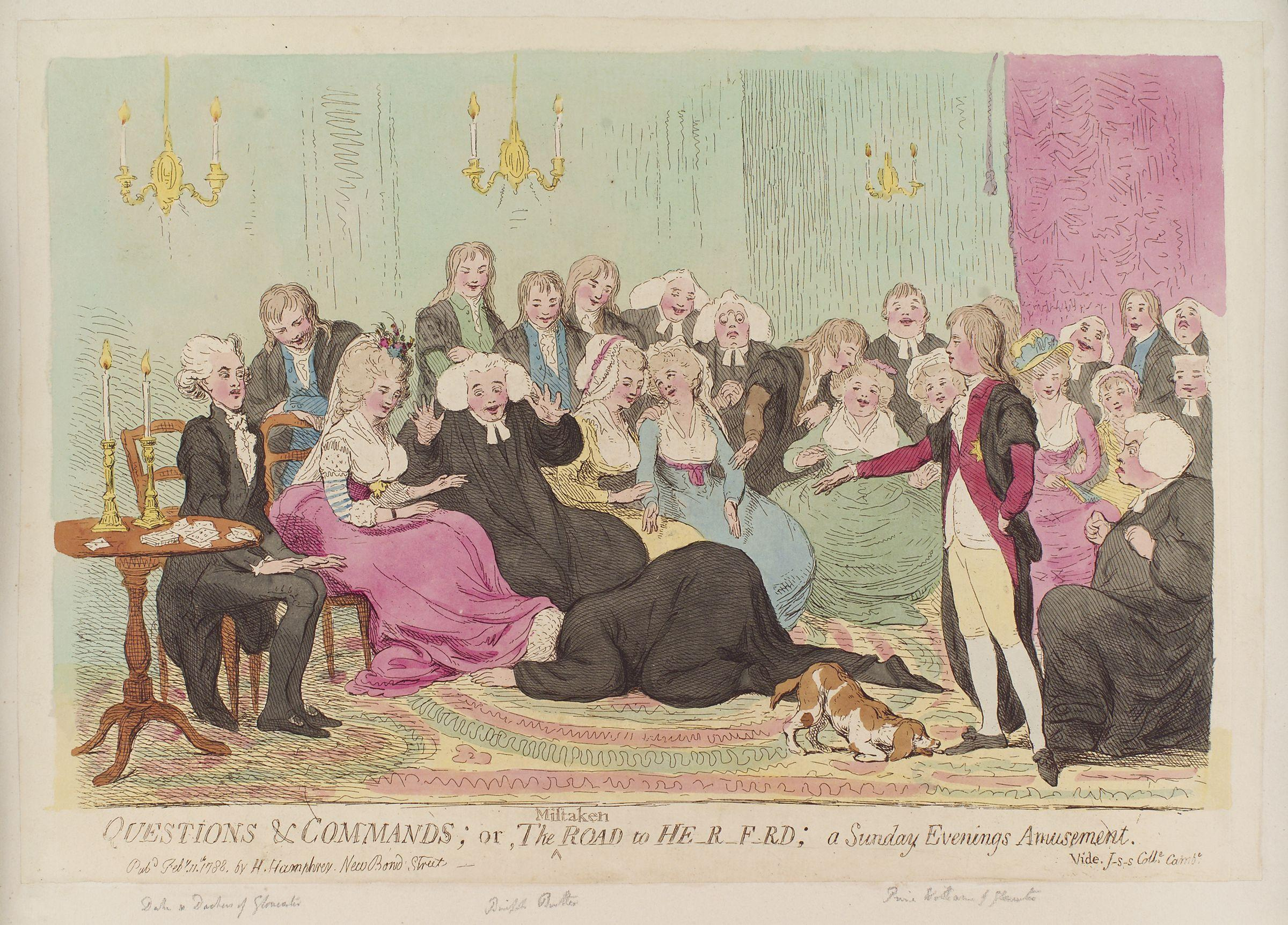
Гра у «питання та команди». Малюнок Джеймса Гілрея, 1788 р.

## Історія
Гра існує сотні років. Так, під назвою «питання та команди» (англ. questions and commands) її згадували в літературі ще в 1712 році. Її згадано у фразеологічному словнику Брюера (Англія, 1898 рік).

## Правила гри
Спочатку компанія вирішує, з кого розпочнеться гра.
Першого запитують: «Правда чи дія?». Якщо гравець відповідає: «Правда», то він має правдиво відповісти на запитання, яке йому буде поставлено. Якщо він вибирає дію, то повинен буде виконати завдання (здійснити дію, що задається йому). Після того, як гравець відповів на запитання або виконав завдання, він запитує: «Правда чи дія?» вже наступного. І так далі.
У різних версіях гри питання чи завдання наступному гравцю вигадує або попередній, або вся компанія. Всі питання та завдання можуть бути заготовлені заздалегідь. Наприклад, написані на папірцях, які розкладаються у дві купки (одна для запитань та одна для завдань) та перемішуються.
Крім того, компанія має вирішити, в якому порядку переходитиме хід. Наприклад, наступного гравця обиратиме попередній. Або хід переходитиме просто по колу.
Можна також домовитися про додаткові умови, наприклад, що не можна вибирати правду (або дію) більше двох разів поспіль. Або, навпаки, кожен гравець може до трьох разів за гру відмовитися виконувати завдання. Також завдання не повинні повторюватися, це правило дозволить урізноманітнити гру ще більше.